# آرثر جونز (لاعب كرة قدم بريطاني)
آرثر جونز (بالإنجليزية: Arthur Jones)‏ (1878 في المملكة المتحدة - 1939) هو لاعب كرة قدم بريطاني (وحمل سابقاً جنسية المملكة المتحدة لبريطانيا العظمى وأيرلندا) في مركز الدفاع. لعب مع توتنهام هوتسبير ونادي دونكاستر روفرز.